# Kentavious Caldwell-Pope
Kentavious Tannell Caldwell-Pope (Thomaston, 18 de fevereiro de 1993) é um jogador norte-americano de basquete profissional que atualmente joga pelo Orlando Magic na National Basketball Association (NBA).
Ele jogou basquete universitário pela Universidade da Geórgia e foi selecionado pelo Detroit Pistons como a 8º escolha geral no draft da NBA de 2013.
Ele ganhou seu primeiro título da NBA pelo Los Angeles Lakers em 2020. Ele passou uma temporada com o Washington Wizards depois de ter sido negociado com os Lakers em agosto de 2021, e posteriormente foi negociado com o Denver Nuggets em julho de 2022, ganhando seu segundo título da NBA em 2023.

## Carreira no ensino médio
Caldwell-Pope era um jogador muito aclamado no ensino médio. Em seu último ano, ele teve médias de 31 pontos e 8,2 rebotes na Greenville High School em Greenville, Geórgia. Ele levou a equipe para o Final Four do State Class A.
Ele foi classificado como o 3º armador do país e o 12º melhor jogador pelo Rivals.com.
Caldwell-Pope escolheu a Universidade da Geórgia e rejeitou as ofertas de Alabama, Florida State, Georgia Tech e Tennessee, entre outros.
| Nome | Cidade Natal                 | Escola     | Altura             | Peso           | Data                |
| --- | ---------------------------- | ---------- | ------------------ | -------------- | ------------------- |
| Kentavious Caldwell-Pope G | Greenville, Georgia          | Greenville | 6 ft 5 in (1.96 m) | 185 lb (84 kg) | 17 de Julho de 2010 |
| Kentavious Caldwell-Pope G | Recrutamento: Rivals: Scout: |            |                    |                |                     |
| - Nota: Em muitos casos, Scout, Rivals, 247Sports e ESPN podem entrar em conflito em suas listas de altura e peso, nestes casos, a média foi obtida. - Fonte: |                              |            |                    |                |                     |

## Carreira universitária

### Calouro

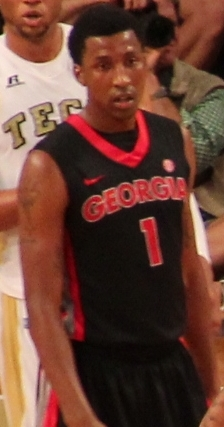
Caldwell-Pope jogando pela Universidade da Geórgia em 2012

Como calouro, Caldwell-Pope foi nomeado para a Equipe de Calouros da SEC, que também incluiu Bradley Beal, Anthony Davis e Michael Kidd-Gilchrist, pelos treinadores. Sua maior produção como calouro foi de 25 pontos contra Ole Miss, que foi o maior número de pontos por um calouro da Universidade da Geórgia em quase 13 anos.

### Segunda temporada
Em seu segundo ano, Caldwell-Pope foi nomeado o Jogador do Ano da SEC após ter médias de 18,5 pontos e 7,1 rebotes. Em seu último jogo universitário, ele registrou 32 pontos e 13 rebotes na derrota contra LSU no Torneio da SEC em Nashville. Ele se declarou para o draft da NBA após a temporada.

## Carreira profissional

### Detroit Pistons (2013–2017)
Em 27 de junho de 2013, Caldwell-Pope foi selecionado pelo Detroit Pistons como a oitava escolha geral no draft de 2013. Mais tarde, ele se juntou aos Pistons para a Summer League de 2013 e assinou um contrato de 2 anos e US$5.4 milhões com a equipe em 19 de julho. Em 16 de abril de 2014, ele marcou 30 pontos na derrota para o Oklahoma City Thunder.
Em julho de 2014, Caldwell-Pope voltou aos Pistons para a Summer League de 2014, onde teve médias de 24,0 pontos e 7,4 rebotes em cinco jogos. O treinador Stan Van Gundy rapidamente avaliou Caldwell-Pope como seu melhor defensor de perímetro e ele acabou liderando os Pistons em minutos jogados com 2.587. Ele melhorou após a pausa para o All-Star Game, em grande parte graças à aquisição do armador Reggie Jackson, e teve média de 14,3 pontos. Ele terminou a temporada com 153 arremessos de três pontos feitos, 70 a mais do que o jogador mais próximo dos Pistons. Ele empatou com Kevin Love em 16º lugar na NBA.

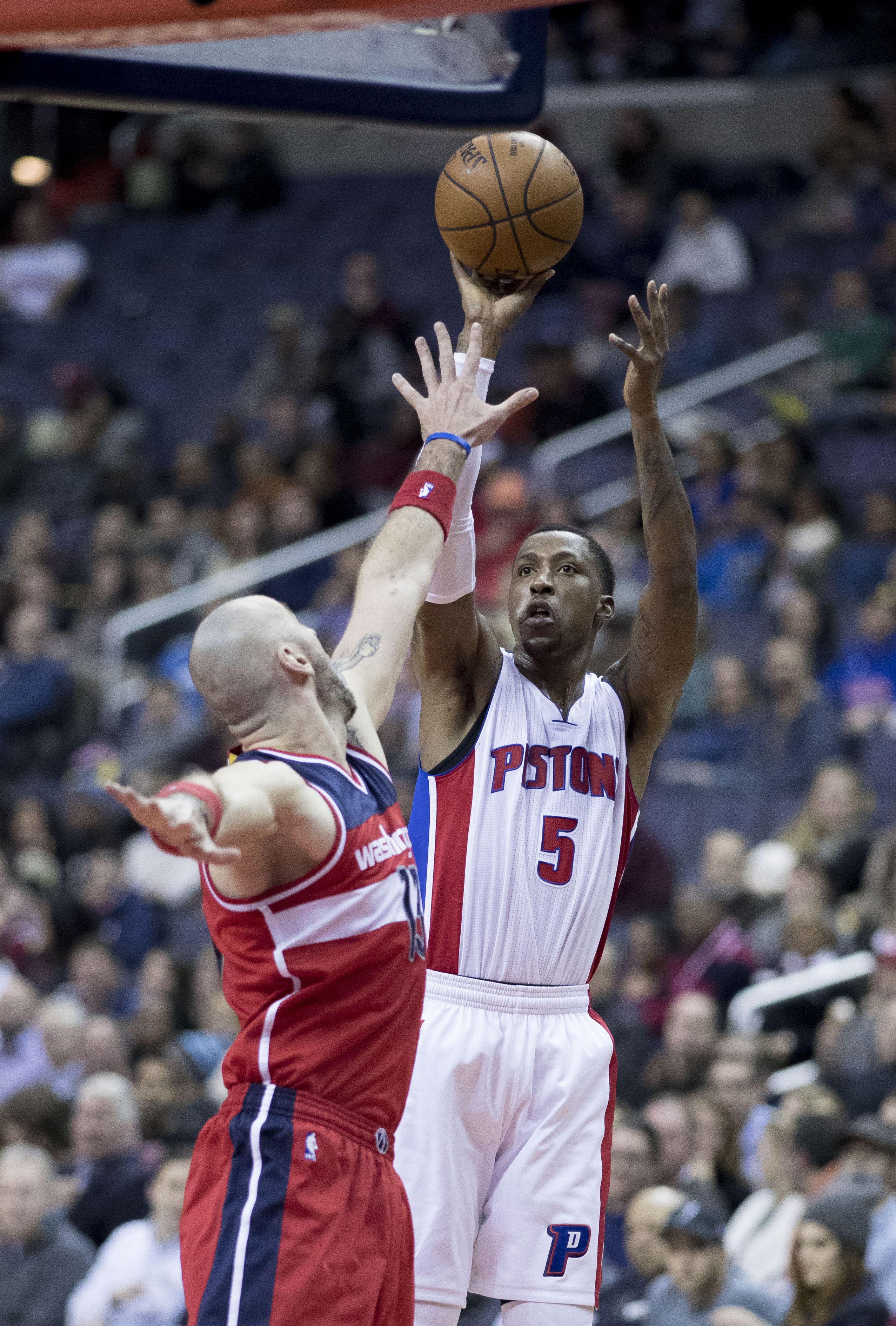
Caldwell-Pope com os Pistons em dezembro de 2016.

Em 16 de dezembro de 2015, Caldwell-Pope marcou 31 pontos na vitória por 119-116 sobre o Boston Celtics. Ele ajudou os Pistons a terminar a temporada de 2015-16 com um recorde de 44-38 e se classificar para os playoffs pela primeira vez desde 2009. Na primeira rodada dos playoffs, os Pistons enfrentaram o Cleveland Cavaliers, e em uma derrota no Jogo 1 em 17 de abril, Caldwell-Pope marcou 21 pontos. Os Pistons perderam a série por 4-0.
Em 9 de novembro de 2016, Caldwell-Pope marcou 27 pontos na derrota por 107-100 para o Phoenix Suns. Em 25 de novembro de 2016, ele registrou 16 pontos e 10 assistências na vitória por 108-97 sobre o Los Angeles Clippers. Em 1º de fevereiro de 2017, ele marcou 38 pontos na vitória por 118-98 sobre o New Orleans Pelicans. Em 23 de fevereiro de 2017, Caldwell-Pope marcou 33 pontos, incluindo três cestas de três pontos no final do quarto quarto, quando os Pistons derrotaram o Charlotte Hornets por 114-108.
Em 23 de junho de 2017, Caldwell-Pope foi suspenso por dois jogos pela NBA por se declarar culpado por operar um veículo motorizado enquanto estava embriagado.
Em 7 de julho de 2017, os Pistons dispensaram Caldwell-Pope, tornando-o um agente livre irrestrito.

### Los Angeles Lakers (2017-2021)
Em 13 de julho de 2017, Caldwell-Pope assinou um contrato de um ano e US$17.7 milhões com o Los Angeles Lakers.
Ele fez sua estreia em 22 de outubro de 2017, marcando 20 pontos na derrota por 119-112 para o New Orleans Pelicans. Em 27 de novembro de 2017, ele marcou 29 pontos contra o Los Angeles Clippers. 
Em 13 de dezembro de 2017, Caldwell-Pope declarou-se culpado de uma violação de condicional que cometeu durante o verão. Ele recebeu uma sentença de 25 dias de prisão, mas sob um programa de liberação de trabalho, foi autorizado a deixar a instalação para jogos e treinamentos em casa. Ele não foi autorizado a deixar a Califórnia, limitando-o a apenas jogos em casa durante esse período.
Em 24 de fevereiro de 2018, ele marcou 34 pontos na vitória por 113-108 sobre o Sacramento Kings. Em 22 de março de 2018, ele teve 28 pontos na derrota por 128-125 para o New Orleans Pelicans.
Em 6 de julho de 2018, Caldwell-Pope assinou um contrato de um ano e US$ 12 milhões com os Lakers. Em 16 de dezembro de 2018, ele marcou 25 pontos na derrota por 128-110 para o Washington Wizards. Em 30 de dezembro, ele marcou 26 pontos na vitória por 121-114 sobre os Kings. Em 19 de março, ele marcou 35 pontos na derrota por 115-101 para o Milwaukee Bucks.
Em 2019, Caldwell-Pope re-assinou com os Lakers mais uma vez, desta vez em um contrato de dois anos e US$16.5 milhões. Na temporada de 2019-20, ele acertou 38,5% de seus arremesso de 3 pontos e foi o terceiro da equipe com 92 pontos. Caldwell-Pope ganhou seu primeiro título da NBA quando os Lakers derrotaram o Miami Heat nas Finais da NBA. Ele foi fundamental na vitória, especialmente no Jogo 4, quando seus cinco pontos seguidos no final do quarto quarto ajudaram os Lakers a selaram a vitória naquele jogo. Ele foi titular em todos os 21 jogos nos playoffs e teve médias de 10,7 pontos em 29 minutos.
Caldwell-Pope recusou sua opção de renovação e se tornou um agente livre. Em 23 de novembro de 2020, ele re-assinou com os Lakers em um contrato de três anos e US$ 40 milhões.

### Washington Wizards (2021–2022)
Em 6 de agosto de 2021, Caldwell-Pope foi negociado com o Washington Wizards em uma troca de 5 times que enviou Russell Westbrook para os Lakers. Em 77 jogos com o time, ele teve médias de 13,2 pontos, 3,4 rebotes e 1,9 assistências.

### Denver Nuggets (2022–2024)
Em 6 de julho de 2022, Caldwell-Pope foi negociado, junto com Ish Smith, para o Denver Nuggets em troca de Monté Morris e Will Barton. Em 16 de julho, Caldwell-Pope assinou uma extensão de contrato de dois anos e US$ 30 milhões com os Nuggets. Ele fez sua estreia em 19 de outubro, registrando dois pontos, quatro rebotes, seis assistências e dois roubos de bola em uma derrota por 123–102 para o Utah Jazz.
No Jogo 5 das Finais da NBA, Caldwell-Pope fez 11 pontos, quatro rebotes, duas assistências, dois roubos de bola, três bloqueios e pegou o rebote decisivo da série em uma vitória por 94–89 sobre o Miami Heat para ajudar os Nuggets a vencer seu primeiro título da NBA na história da franquia, concedendo a Caldwell-Pope seu segundo anel.

### Orlando Magic (2024–Presente)
Em 6 de julho de 2024, Caldwell-Pope assinou um contrato de 3 anos e US$66 milhões com o Orlando Magic.

## Vida pessoal
Em junho de 2016, Caldwell-Pope casou-se com a parceira McKenzie Redmon.

## Estatísticas

### NBA

#### Temporada Regular
| Ano      | Equipe      | PJ  | PT  | MPJ  | AP   | 3P   | LL   | RT  | AS  | BR  | TO | PPJ  |
| -------- | ----------- | --- | --- | ---- | ---- | ---- | ---- | --- | --- | --- | -- | ---- |
| 2013–14  | Detroit     | 80  | 41  | 19.8 | .396 | .319 | .770 | 2.0 | .7  | .9  | .2 | 5.9  |
| 2014–15  | Detroit     | 82  | 82  | 31.5 | .401 | .345 | .696 | 3.1 | 1.3 | 1.1 | .2 | 12.7 |
| 2015–16  | Detroit     | 76  | 76  | 36.7 | .420 | .309 | .811 | 3.7 | 1.8 | 1.4 | .2 | 14.5 |
| 2016–17  | Detroit     | 76  | 75  | 33.3 | .399 | .350 | .832 | 3.3 | 2.5 | 1.2 | .2 | 13.8 |
| 2017–18  | L.A. Lakers | 74  | 74  | 33.2 | .426 | .383 | .789 | 5.2 | 2.2 | 1.4 | .2 | 13.4 |
| 2018–19  | L.A. Lakers | 82  | 23  | 24.8 | .430 | .347 | .867 | 2.9 | 1.3 | .9  | .2 | 11.4 |
| 2019–20  | L.A. Lakers | 69  | 26  | 25.5 | .467 | .385 | .775 | 2.1 | 1.6 | .8  | .2 | 9.3  |
| 2020–21  | L.A. Lakers | 67  | 67  | 28.4 | .431 | .410 | .866 | 2.7 | 1.9 | .9  | .4 | 9.7  |
| 2021–22  | Washington  | 77  | 77  | 30.2 | .435 | .390 | .890 | 3.4 | 1.9 | 1.1 | .3 | 13.2 |
| 2022–23  | Denver      | 76  | 76  | 31.3 | .462 | .423 | .824 | 2.7 | 2.4 | 1.5 | .5 | 10.8 |
| 2023–24  | Denver      | 76  | 76  | 31.6 | .460 | .406 | .894 | 2.4 | 2.4 | 1.3 | .6 | 10.1 |
| Carreira | Carreira    | 835 | 693 | 29.6 | .429 | .369 | .819 | 3.0 | 1.8 | 1.1 | .2 | 11.3 |

#### Playoffs
| Ano      | Equipe      | PJ | PT | MPJ  | AP   | 3P   | LL    | RT  | AS  | BR  | TO | PPJ  |
| -------- | ----------- | -- | -- | ---- | ---- | ---- | ----- | --- | --- | --- | -- | ---- |
| 2016     | Detroit     | 4  | 4  | 40.3 | .440 | .444 | .714  | 4.3 | 2.8 | 1.8 | .3 | 15.3 |
| 2020     | L.A. Lakers | 21 | 21 | 29.0 | .418 | .378 | .815  | 2.1 | 1.3 | 1.0 | .2 | 10.7 |
| 2021     | L.A. Lakers | 5  | 5  | 29.2 | .379 | .211 | 1.000 | 2.8 | 1.0 | 1.0 | .0 | 6.2  |
| 2023     | Denver      | 20 | 20 | 33.5 | .457 | .380 | .829  | 3.3 | 1.6 | 1.3 | .7 | 10.6 |
| 2024     | Denver      | 12 | 12 | 35.0 | .395 | .327 | 1.000 | 2.9 | 2.6 | 1.4 | .4 | 8.1  |
| Carreira | Carreira    | 62 | 62 | 33.4 | .417 | .348 | .871  | 3.0 | 1.8 | 1.3 | .3 | 10.1 |

### Universitário
| Ano      | Equipe   | PJ | PT | MPJ  | AP   | 3P   | LL   | RT  | AS  | BR  | TO | PPJ  |
| -------- | -------- | -- | -- | ---- | ---- | ---- | ---- | --- | --- | --- | -- | ---- |
| 2011–12  | Georgia  | 32 | 32 | 32.1 | .396 | .304 | .654 | 5.2 | 1.2 | 1.8 | .3 | 13.2 |
| 2012–13  | Georgia  | 32 | 32 | 33.9 | .433 | .373 | .799 | 7.1 | 1.8 | 2.0 | .5 | 18.5 |
| Carreira | Carreira | 64 | 64 | 33.0 | .414 | .338 | .726 | 6.1 | 1.5 | 1.9 | .4 | 15.8 |

Fonte:

## Prêmios e Homenagens
NBA
- Campeão da NBA: 2020, 2023